# Islamitisch onderwijs in België
Het islamitisch onderwijs in België heeft zich ontwikkeld vanaf de tweede helft van de 20e eeuw. Sinds de officiële erkenning van de islam in 1974 wordt deze religie onderwezen in overheidsscholen. Overeenkomstig de grondwettelijke vrijheid van onderwijs werden eind 20e eeuw de eerste islamitische scholen opgericht die anno 2018 beperkt zijn tot enkele hoofdzakelijk Franstalige basisscholen.

## Situering
Formeel islamitisch onderwijs op school is in 1974 ingevoerd. Sedertdien heeft het bestuur van de islamitische eredienst het recht om "islamitische religie" te geven op door de overheid ingerichte scholen (officieel gesubsidieerd onderwijs en gemeenschapsonderwijs) wanneer de ouders van minimum één leerling erom vragen. De praktische invulling hiervan had nog heel wat voeten in de aarde, en het duurde nog tot 1999 vooraleer de niet-hiërarchische islamgemeenschap de Moslimexecutieve oprichtte.
Ook sommige scholen uit het vrij gesubsidieerd onderwijs bieden de mogelijkheid om islamitische godsdienst te volgen, met name de niet-confessionele Lucernacolleges en hun Franstalige tegenhangers Écoles des étoiles. Tot nog toe zijn er geen islamlessen binnen het Katholiek Onderwijs Vlaanderen hoewel het wettelijk is toegestaan en er af en toe stemmen opgaan in die richting. In de praktijk sturen veel moslimouders hun kinderen naar katholieke scholen.
Lange tijd waren er in België geen specifieke islamscholen zoals die bestaan voor katholieken, joden en protestanten. In 1989 opende een eerste basisschool in Brussel, Al-Ghazali. Nadien volgende nog andere initiatieven, zij het telkens binnen de Franse Gemeenschap.
Om erkenning te bekomen is het zowel in de Vlaamse, Franse als Duitse Gemeenschap verplicht om gemengd onderwijs aan te bieden.

## Scholen

### Basisonderwijs
In het Brussels Hoofdstedelijk Gewest waren er anno 2018 vier islamitische basisscholen:
- Al-Ghazali in Etterbeek (sedert 1 september 1989)
- La Plume in Sint-Jans-Molenbeek (sedert 1 september 2011)
- La Vertu in Schaarbeek (sedert 1 september 2013)
- Institut El Hikma / La Sagesse (IEHS) in Vorst (sinds 1 september 2017)

De inrichtende macht van de eerste drie is de vzw Enseignement Confessionnel Islamique en Belgique (E.C.I.B.), opgericht in 1989 onder impuls van een voormalige directeur van het Islamitisch en Cultureel Centrum van België (verbonden aan de Grote Moskee van Brussel).
De Federatie Wallonië-Brussel keurde ook de aanvragen goed van islamitische basisscholen in Ukkel, Florennes, en Bienne-lez-Happart.
In Mechelen is de vzw Islamitisch Onderwijs Mechelen bezig met het inzamelen van fondsen voor een basisschool De Dijle. Er is een terrein aangekocht maar de bouwaanvraag werd in 2018 geweigerd door de stad.

### Middelbaar onderwijs
Vanaf het leerjaar 2015-16 is het Schaarbeekse schooltje La Vertu ook secundair onderwijs beginnen aanbieden. Het bekwam daartoe een erkenning van de Franse Gemeenschap. De verschillende graden zullen op natuurlijke wijze worden uitgebouwd. Ook Al Amal uit Anderlecht had in 2012 een erkenningsaanvraag ingediend, maar deze kreeg een negatief advies.
In Molenbeek bestond sedert 2007 al Avicenne, aanleunend bij de Al-Khalilmoskee. Deze niet-erkende school biedt een tweejarige voorbereiding op de Middenjury van de Franse Gemeenschap.

## Islamleraren

### Vlaamse Gemeenschap
Er bestaan 4 Nederlandstalige opleidingen tot leerkracht islam (Artesis Plantijn Hogeschool Antwerpen, Groep T in Leuven, Thomas More hogeschool Mechelen en de Erasmushogeschool in Brussel). Vóór 1998 was er niets. Door dit beperkte aanbod wordt het vak "islamitische religie" vaak ingevuld door leraars uit een ander vakgebied. Een universitaire opleiding is er niet.
Het opstellen van de leerplannen, uitvoeren van inspecties en andere organisatorische aspecten worden bepaald door het Centrum Islamonderwijs, een afdeling van de Moslimexecutieve. De vzw Moslimraad van België wou dat de Vlaamse Regering hen erkende als enige bevoegde instantie voor het islamitische godsdienstonderwijs. Op 9 februari 2024 besliste de Vlaamse regering om daar niet op in te gaan en behield de erkenning van vzw Centrum Islamonderwijs voor de periode 2024-2028.
De aanstelling en evaluatie van de leerkrachten gebeurt door de schooldirecties.

## Voetnoten
1. ↑  Aanpassing per 19 juli 1974 van de wet van 4 maart 1870 op het tijdelijke der erediensten. Een verdere vereiste was het aanpassen van artikel 8 van het Schoolpact, wat pas bij wet van 20 februari 1978 gebeurde, maar dankzij een omzendbrief van onderwijsministers Herman De Croo en Antoine Humblet kon het in de praktijk vanaf het schooljaar 1975-76.
2. ↑  Bref historique des trois écoles, ECIB (bezocht op 28 augustus 2015)
3. ↑  Brusselse islamscholen moeten 200 leerlingen weigeren, brusselnieuws.be, 28 augustus 2015. Gearchiveerd op 23 september 2015.
4. ↑  Eerste islamitische basisschool van Vlaanderen: 'Ook niet-moslims steunen ons project', Knack, 14 juli 2015. Gearchiveerd op 13 september 2018.
5. ↑  Eerste islamitische middelbare school start in september, deredactie.be, 16 juli 2015
6. ↑  Une école musulmane sur le chemin de la reconnaissance, La Libre Belgique, 26 april 2013
7. ↑  L'école musulmane qui fait polémique, La Libre Belgique, 1 juni 2007
8. ↑  Dick Samme, Het islamitisch onderwijs in België (Scriptie KULeuven), 2011
9. ↑  Beslissing Vlaamse regering 9 februari 2024